# Reagan (nome)
Reagan  è un nome proprio di persona inglese maschile e femminile.

## Varianti
- Femminili: Raegan[1], Regan[1]
- Maschili: Regan[1]

## Origine e diffusione
Riprende il cognome irlandese Reagan, portato tra gli altri dall'attore e presidente degli Stati Uniti Ronald Reagan; si tratta di una forma anglicizzata di Ó Riagáin, che vuol dire "discendente di Riagán"; quest'ultimo, in irlandese antico Riacán, è un nome che significa "piccolo re" (da ri, "re", combinato con un suffisso diminutivo).
Come nome divenne molto popolare negli anni 1990, e negli Stati Uniti è usato soprattutto come femminile, probabilmente per via della sua somiglianza ad altri nomi come Megan e Morgan. La variante Regan coincide con un nome più antico, dall'etimologia ignota e forse correlata, usato da Goffredo di Monmouth per una delle figlie traditrici di re Lear e quindi ripreso da Shakespeare nel suo Re Lear del 1606; così si chiama anche Regan MacNeil, la ragazzina posseduta dal demonio nel celebre film del 1973 L'esorcista.

## Onomastico
Il nome è adespota e quindi l'onomastico viene festeggiato il 1º novembre, giorno dedicato alla festa di Ognissanti.

## Persone

### Femminile
- Reagan Foxx, attrice pornografica statunitense
- Reagan Pasternak, attrice e cantante canadese

### Maschile
- Reagan Noble, calciatore sudafricano
- Reagan Singh, calciatore indiano

### Variante femminile Regan
- Regan Magarity, cestista svedese
- Regan Smith, nuotatrice statunitense

### Variante maschile Regan
- Regan Gough, pistard e ciclista su strada neozelandese
- Regan Harrison, nuotatore australiano
- Regan Slater, calciatore inglese
- Regan Sue, rugbista a 15 e allenatore di rugby a 15 neozelandese
- Regan Upshaw, giocatore di football americano statunitense

### Variante femminile Raegan
- Raegan Revord, attrice statunitense
- Raegan Scott, cestista e allenatrice di pallacanestro statunitense

## Il nome nelle arti
- Regan MacNeil è un personaggio del romanzo di William Peter Blatty L'esorcista, e dell'omonima serie cinematografica da esso tratta.